# Bình Hải, Bình Sơn
Bình Hải là một xã thuộc huyện Bình Sơn, tỉnh Quảng Ngãi, Việt Nam.
Xã Bình Hải có diện tích 13,13 km², dân số năm 1999 là 9967 người, mật độ dân số đạt 759 người/km².
Bình Hải hiện nay có 4 thôn: Phước Thiện, An Cường, Vạn Tường, Thanh Thủy